# Takeshi Motomiya
Takeshi Motomiya (本宮 健史 Motomiya Takeshi, Tòquio, 5 de desembre de 1959) és un artista multidisciplinari japonès vivint a Barcelona des de 1986. Al llarg de la seva carrera ha treballat diferents disciplines artístiques com ara; la pintura, el gravat i l'escultura. Caracteritzat pel seu treball de textures i colors provinents de pigments naturals, el treball de Motomiya està basat majoritàriament en l'art abstracte i mostra alguns atributs d'art figuratiu i expressionisme abstracte fusionat amb temàtiques que van des d'antigues divinitats japoneses, fins a contingut bíblic i mitologia grega i egípcia.
Criat i educat al Japó, Motomiya ha viscut a París i a Barcelona, on actualment resideix. Les seves obres han estat exposades en diferents ciutats Europees com Barcelona, París, Amsterdam i Maó. Encara que la majoria de les seves obres s'exhibeixen al seu país natal, Japó.
Després de la seva especialització en gravat i la conseqüent creació de l'estudi Taller Nou, ha treballat amb artistes nacionals i internacionals com Antoni Tàpies, Barry Flanagan, Balthus, Miquel Barceló, Ramiro Fernandez i Perejaume entre d'altres. L'estudi ha estat reconegut com un dels millors estudis de gravat a Espanya.

## Vida i educació
Takeshi Motomiya va néixer el 5 de desembre de 1959 a Shibuya, Tòquio. Nascut en una família acomodada de pintors, Motomiya va créixer envoltat en un ambient artístic, entre galeries i exposicions.
La seva àvia Migishi Setsuko (三岸 節子, 1905-1999), coneguda com una de les dones pioneres en la pintura a l'oli al Japó i el seu avi Migishi Kōtarō (三岸 好太郎, 1903-1934), conegut com un dels primers pintors que va començar el surrealisme al Japó, van ser els principals influents en l'interès de Motomiya cap al món de l'Art.

### Tòquio, Japó
Educat a Tòquio, el 1982 es gradua en Belles arts per la Tama Art University de Tòquio amb un màster en tècniques de gravat el 1984. Tot i que la seva formació acadèmica es va centrar en el gravat, el seu desenvolupament personal com a artista ha madurat sobretot en l'àrea de la pintura.

### París, França
El 1984, després de la invitació de la seva àvia que en aquell moment vivia a França, Motomiya va emprendre el seu primer viatge a Europa amb la intenció de conèixer l'art dels museus europeus. Durant la seva estada a França, Motomiya viatja per Europa on va tenir l'oportunitat d'exposar al costat dels seus avis i el seu oncle en una exposició conjunta a la Galeria d'Eendt a Amsterdam el 1986.

### Barcelona
Fou en aquell mateix any, en un dels seus viatges per Europa, on Motomiya a l'edat de 27 anys es va enamorar de la ciutat de Barcelona, on porta establert des de 1986. Va ser després d'establir-se a Barcelona quan l'artista va començar a centrar-se plenament en la seva pintura.

## Trajectòria
L'obra de Motomiya ha estat principalment exposada en galeries d'art de Tòquio, com la galeria Ueda, la galeria 421, la 21 + JO, la galeria Okumura o la galeria Libre. També en altres ciutats del Japó com la galeria Yamaguchi a Chiba o la galeria Ecru-no-mori a Mishima. Ha participat també en diverses edicions de la Nippon Internacional Contemporary Art Fair (NICAF), actualment coneguda amb el nom de Art Fair Tòquio, i ha exposat en diverses edicions de l'associació Japan Art Dealers a Tòquio.
Fora del Japó les obres de Motomiya han estat exposades a Europa, en ciutats com Barcelona, París, Amsterdam i Maó on exposa regularment des del 2012.
Durant la seva primera exposició en la cinquena edició de NICAF el 1997, Motomiya va conèixer al poeta i crític literari japonès, Makoto Ōoka (大岡 信, 1931-2017). Ōoka, després de veure l'obra de Motomiya, el va descriure com "l'artista pintat pels quadres". Títol que posteriorment va utilitzar per a un article en el qual va escriure sobre les obres de Motomiya. Ōoka que va arribar a admirar el treball de l'artista, es va convertir en un comprador habitual de l'obra de Motomiya. Actualment, algunes d'aquestes obres formen part de la col·lecció privada que s'exhibeix en el Ōoka Makoto Kotoba Museum a Mishima, prefectura de Shizuoka, Japó.
A nivell professional, l'any 1989 juntament amb el seu soci, va fundar l'estudi Taller Nou a Barcelona. Un estudi d'estampació, especialitzat en gravat i tècniques d'aiguafort, per a artistes professionals.
L'any 2009, Motomiya va començar a ensenyar tècniques de gravat a l'Escola Massana de Barcelona dins de l'Experimental Edition Course del programa de la Massana Permanent. El curs va ser impartit fins al 2012.

## Obra
L'obra de Motomiya és coneguda pel seu ús de pigments naturals que, seguint diversos processos, l'artista aplica sobre panells de fusta. En el seu estudi de Barcelona, no hi ha tubs, ni olis ni dissolvents, sinó vívides prestatgeries de pots de colors. Des de terra negra fins a pols de marbre, tota una gamma de matisos extrets de cendres, ocres, minerals, òxids de ferro, peles de nou, llavors o carbó. Posteriorment, són molts i escampats, donant lloc a una pols triturada i erosionada que impregna el suport.
Tot i que la majoria de les seves obres són de petit format, els títols de les obres de Motomiya revelen un immens i enriquidor món de significats que s'amaguen darrere de cada quadre. Aquesta és potser una de les característiques més representatives de l'obra de Motomiya. Innombrables nivells de significat que redefineixen per complet el significat de les obres respecte al que es percep inicialment a simple vista. Alguna cosa que alguns crítics d'art, en escriure sobre l'obra de Motomiya, han definit com "Veure és saber, un exercici d'intel·ligència".
Motomiya sol extreure de les seves lectures (Bíblia, Dante, Goethe...) claus per a la reflexió; expressions, proverbis, mites. Paraules que donen color a la idea. Mentre que la figura està gairebé sempre absent dels seus quadres, reduïda a aparicions subreptícies, Motomiya ens ofereix objectes muts sobre els quals meditar, com els de la processó del Greal. Les cendres, les deïtats i els pobles engolits, influenciats per mons desapareguts i metamorfosats, revelen les seves petjades, l'antropomorfisme es converteix en abstracció, en geometria. Les obres de Motomiya tracten de reflectir el sentiment de les coses.

## L'estudi Taller Nou
Després d'instal·lar-se a Barcelona, l'any 1989, al mateix temps que continuava el seu treball en la pintura, ell i el seu soci van fundar l'estudi Taller Nou. Un estudi d'estampació especialitzat, entre d'altres, en tècniques de gravat i aiguafort per a artistes professionals.
Des dels seus inicis i al llarg de més de 20 anys, el Taller Nou va ser l'únic estudi de gravat de l'obra gràfica de Tàpies. De fet, van continuar treballant la seva obra fins a la defunció de l'artista l'any 2012. A més de Tàpies, també han treballat per a altres artistes de prestigi nacional i internacional, com Barry Flanagan, Balthus, Miguel Barceló, Ramiro Fernandez i Perajaume entre d'altres.
Situat originalment en el barri de Gràcia, l'estudi ha estat reconegut com un dels millors estudis de gravat a Espanya. Els seus treballs han estat exposats en destacats museus al voltant del món, com el Museu d'Art Modern (MoMA) de Nova York, durant l'exposició Antoni Tàpies in Print, o en el Museu Picasso de París, durant l'exposició Miquel Barceló, Sol i Sombra que va tenir lloc l'any 2016. En els últims anys, algunes obres també han estat presentades en subhastes d'importants cases d'art com Christie's i Bonhams.

## Exposicions
Exposicions individuals i col·lectives destacades;
- 1989 - Exposició col·lectiva a la Helena Ramos Gallery (Cadaqués, Espanya).
- 1990 - Exposicions col·lectives a la Helena Ramos Gallery (Cadaqués, Espanya), FIAC SAGA '90 (Paris, Francia) i a la Central Gallery (Sabadell, Espanya).
- 1991 - Exposició col·lectiva a la Central Gallery (Sabadell, Espanya).
- 1992 - Exposició col·lectiva a la Helena Ramos Gallery (Cadaqués, Espanya).
- 1993 - Exposició col·lectiva a la Helena Ramos Gallery (Cadaqués, Espanya).
- 1996 - Exposició individual a Artara Gallery (Mahón, Menorca, Espanya).
- 1997 - Exposicions individuals a la 5th NiCAF* (Nippon International Contemporary Art Fair)(Tòquio, Japó) i la Gallery Ueda (Tòquio, Japó).
- 1998 - Exposició individual a la Gallery Ueda (Tòquio, Japó).
- 1999 - Exposicions individuals a la Gallery Ueda (Tòquio, Japó) i a la 6th NiCAF* (Nippon International Contemporary Art Fair)(Tòquio, Japó). Exposició col·lectiva a la JADA (Japan Art Dealers Association)(Tòquio, Japó).
- 2000 - Exposició individual a la Gallery Ueda (Tòquio, Japó) i exposició col·lectiva a la JADA (Japan Art Dealers Association)(Tòquio, Japó).
- 2001 - Exposició individual a la 7th NiCAF* (Nippon International Contemporary Art Fair)(Tòquio, Japó) i exposició col·lectiva a la (Japan Art Dealers Association)(Tòquio, Japó).
- 2002 - Exposició individual a Punto Arte Gallery (Barcelona, Espanya).
- 2003 - Exposició individual a Encant (Maó, Menorca, Espanya).
- 2004 - Exposición colectiva a Punto Arte Gallery (Barcelona, Espanya).
- 2005 - Exposició individual a la Gallery 21 + Yo (Tòquio, Japó) i exposicions col·lectives a la Punto Arte Gallery (Barcelona, Espanya) i a Encant (Maó, Menorca, Espanya).
- 2006 - Exposicions individuals a Punto Arte Gallery (Barcelona, España) i a la Yamaguchi Gallery (Chiba, Japón). Exposició col·lectiva a Encant (Maó, Menorca, Espanya).
- 2008 - Exposició individual a la Okumura Gallery (Tòquio, Japó).
- 2009 - Exposició individual a Encant (Maó, Menorca, Espanya) i exposició col·lectiva a la Punto Arte Gallery (Barcelona, Espanya).
- 2010 - Exposició individual a la Yamaguchi Gallery (Chiba, Japón) i exposició col·lectiva a Encant (Maó, Menorca, Espanya).
- 2011 - Exposició individual a la Galerie 421 (Tòquio, Japó).
- 2012 - Exposicions individuals a la Gallery Ecru-no-mori (Mishima, Japó) i a Encant (Maó, Menorca, Espanya)
- 2013 - Exposició individual a la Yamaguchi Gallery (Chiba, Japó).
- 2014 - Exposició individual a la Libre Gallery (Tòquio, Japó).
- 2016 - Exposició individual a la Galerie Couteron (París, Frànça).
- 2017 - Exposicions individuals a la Yamaguchi Gallery (Chiba, Japó), Libre Gallery (Tòquio, Japó) i a Encant (Maó, Menorca, Espanya).
- 2020 - Exposició individual a la Galeria Yamaguchi (Chiba, el Japó).
- 2021 - Exposició col·lectiva a Encant (Maó, Menorca, Espanya).

*NICAF (Nippon International Contemporary Art Fair) - Actualment conegut com a Art Fair Tokyo.